# Delegado de clase
El delegado de clase es un alumno que se encarga de administrar el aula.

## Elección
Es elegido por el conjunto de alumnos de la misma clase por una duración de un curso escolar, por voto directo y secreto. El alumno más votado entre los candidatos es elegido delegado, y el segundo subdelegado. Normalmente, el delegado será el portavoz de sus compañeros; pero, en caso de ausencia, lo sustituirá el subdelegado.No se puede nombrar un delegado sin un subdelegado. 

El sistema de elección y las funciones específicas del delegado pueden depender según el país y el nivel educativo. Por ejemplo, en España, se regulan en los institutos de secundaria por el Reglamento Orgánico de los Institutos de Educación Secundaria. Entre sus funciones, recogidas en el artículo 77 de dicho reglamento, se encuentran:

- Asistir a las reuniones de la junta de delegados y participar en sus deliberaciones.
- Exponer a las órganos de gobierno y de coordinación didáctica las sugerencias y reclamaciones del grupo al que representan.
- Fomentar la convivencia entre los alumnos de su grupo.
- Colaborar con el tutor y con la junta de profesores del grupo en los temas que afecten al funcionamiento de éste.
- Colaborar con los profesores y con los órganos de gobierno del instituto para el buen funcionamiento del mismo.
- Cuidar de la adecuada utilización del material y de las instalaciones del instituto.
- Todas aquellas funciones que establezca el reglamento de régimen interior.

Todas estas labores serán ayudadas y en mayor parte replicadas por el Subdelegado
En el sistema universitario español, la figura de delegado de grupo se mantiene, aunque puede haber también otras figuras de representatividad mayor, según la universidad. Por ejemplo, los estatutos de la Universidad de Cantabria contemplan las figuras de delegado de curso (en caso de que los estudiantes de un mismo curso se repartan en distintos grupos), de centro (que representa a todos los estudiantes de una facultad o escuela) o de titulación (en caso de que un centro imparta varias titulaciones).